# Stora Enso
Stora Enso Oyj — финско-шведская лесопромышленная компания, одна из крупнейших в мире. Штаб-квартира — в столице Финляндии Хельсинки.

## История

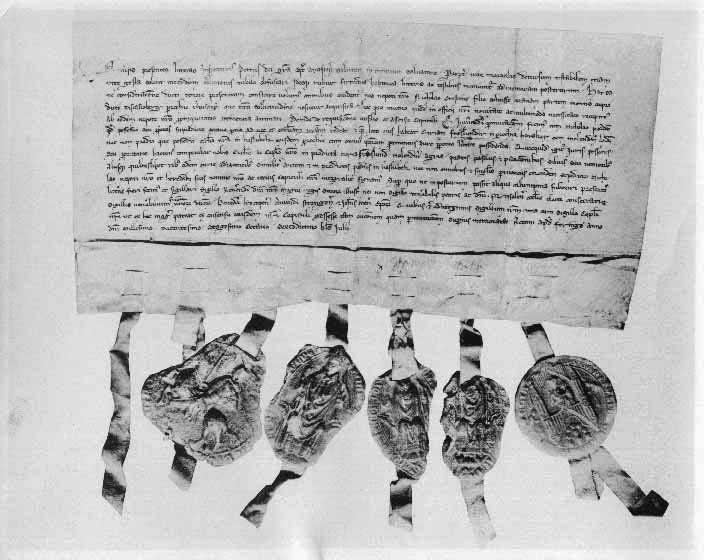
Акция Stora, датируемая 1288 годом

Основана в 1998 году путём слияния шведской добывающей и лесопромышленной компании Stora A.B. и финской лесопромышленной компании Enso-Gutzeit Oy.
Stora была, возможно, самым старым акционерным обществом на Земле: самый ранний документ, свидетельствующий о существовании этой компании, относится к 1288 году и добыче медной руды на Фалунских рудниках. В 1862 году основана компания Stora Kopparbergs Bergslag, которая занималась горнодобывающей, металлургической и лесной деятельность. В 1970-х годах Stora продала свои горнодобывающие и металлургические предприятия, чтобы сосредоточиться на лесном хозяйстве и целлюлозно-бумажной промышленности.
Входящая в состав Enso часть компании восходит к 1872 году, когда норвежец Ханс Гутзейт (Hans Gutzeit) основал лесопильную компанию W. Gutzeit & Co в финском городе Котка. Это была одна из первых паровых лесопилок в Финляндии. В 1912 году компания Gutzeit приобрела Enso träsliperi AB. К концу 1990-х годов, после ряда слияний и поглощений на протяжении многих лет, Enso-Gutzeit стала крупнейшей лесной компанией Финляндии. В 1996 году после слияния с Вейтсилуото (Veitsiluoto Oy) компания получила название Enso Oy.
В 2002 году вышла из состава компании Billerud AB.
В 2013 году с целью экономии средств (до 200 млн евро в год), компания приняла программу по сокращению 2500 рабочих мест, из которых 650 — в Финляндии. На шведских предприятиях будет уволено 750 человек, в Европе — 850, за пределами Европы — 250 работников.
В 2021 году компания объявила о закрытии одного из крупнейших производителей бумаги и картона в Европе — целлюлозно-бумажного комбината Вейтсилуото в Кеми, на котором работают около 670 человек, из которых 530 работают в бумажном подразделении Stora Enso и 140 — в обслуживающей компании Efora, и целлюлозно-бумажного комбината Kvarsveden в Бурлэнге, на котором работает 440 человек. Комбинат Вейтсилуото основан в 1922 году. Его закрытие сократит мощности  Stora Enso по производству бумаги на треть, до примерно 2,6 млн тонн в год. По заявлению компании лесопильный завод Вейтсилуото, на котором работает 50 человек, продолжит свою работу.

## Собственники и руководство
Основной владелец акций компании — правительство Финляндии (12 % акций), ещё 24 % принадлежит финским и шведским институциональным инвесторам, 12,8 % — у владельцев ADR.
Председатель совета директоров компании — Клаэс Дальбек (Claes Dahlbäck). Главный управляющий — Йоуко Карвинен (Jouko Karvinen).

## Деятельность
Компания специализируется на производстве различных сортов бумаги, целлюлозы, продуктов деревообработки.
Численность персонала компании — 46,1 тыс. человек. За девять месяцев 2006 Stora Enso произвела 10,96 млн т бумаги и картона, а также 4,9 млн м³ лесопильной продукции. Выручка за этот период составила 10,86 млрд евро ($13,77 млрд), чистая прибыль — 324,4 млн евро ($411,33 млн). За весь 2006 год выручка составила 14,6 млрд евро ($19,3 млрд), чистая прибыль — 589,2 млн евро ($781,1 млн).
В 2000 году концерн приобрёл американскую компанию Consolidated Papers, которая оказалась убыточной. Stora Enso инвестировала деньги в развитие американской компании и потом продала её. Убытки от сделки составили несколько миллиардов евро.
Биологически разлагающееся бумажное покрытие, разработанное компанией в 2014 году совместно с Государственным техническим научно-исследовательским центром (VTT) и Научно-исследовательским центром сельского хозяйства и продовольствия (MTT), может в скором времени заменить плёнку из чёрного полиэтилена на овощных грядках.
В 2012—2014 годах концерн планирует инвестировать в строительство картонно-целлюлозного завода в городе Бэйхай на юге Китая 1,6 млрд евро, что будет крупнейшей промышленной инвестицией за всю историю Финляндии и финско-китайских отношений.

### Stora Enso в России
В России компании принадлежали заводы по выпуску упаковки из гофрокартона в Арзамасе (Нижегородская область), Балабаново (Калужская область) и Луховицах (Московская область), а также лесопильные заводы в посёлках Неболчи (Новгородская область) и Импилахти (Республика Карелия).
Также Stora Enso планировала построить в Российской Федерации крупный целлюлозно-бумажный завод мощностью 1 млн т целлюлозы и 500 тыс. т мелованной бумаги в год. В качестве места размещения производства рассматривался Дзержинск (Нижегородская область). Стоимость проекта, как ожидалось, составит около 1,5 млрд евро. По состоянию на начало 2010 года Stora Enso отложила осуществление проекта, в связи с неблагоприятной экономической ситуацией в мире.
После вторжения России на Украину, компания сообщила 25 апреля 2022 года о том, что продаёт два своих лесопильных предприятия в России местному руководству, а 16 мая — о том, что продаёт три завода по производству гофрированной упаковки в России местному руководству.